# Ирбов мореуз
Ирбов мореуз (ест. Kura kurk; лет. Irbes jūras šaurums) уски је мореуз који Ришки залив на западу повезује са отвореним водама Балтичког мора. На северу је оивичен полуострвом Сирве (крајњи југозападни део острва Сареме) док је на југу Курландско полуострво. У свом најужем делу широк је 27 km.
Да би се омогућио пролаз бродовима јужни део канала је продубљен и претворен у пловни пут. Средином канала иде државна граница између Летоније и Естоније. на његовим обалама лежи град Вентспилс. 